# Manuel Gisbert Rico
Manuel Gisbert Rico (Valencia, 1877 - 1942) fue un político español. Licenciado en Derecho y en Filosofía y Letras por la Universidad de Valencia. Militante del Partido de Unión Republicana Autonomista (PURA), fue elegido concejal del Ayuntamiento de Valencia en 1931 y le nombraron director de la Casa de Beneficencia y vicepresidente de la Diputación de Valencia. 
Nombrado Alcalde de Valencia en noviembre de 1934, durante cinco meses ejerció el cargo de manera provisional a causa de unos recursos presentados por Derecha Regional Valenciana, a pesar de que ese partido formaba parte de la coalición CEDA, de la que eran socios del gobierno de Ricardo Samper. Durante su mandato se puso la primera piedra de la nueva sede del Ateneo Mercantil de Valencia. Después de las elecciones de febrero de 1936, en las que venció el Frente Popular, dimitió. 
Su nieta, Teresa Gisbert, fue nombrada fiscal jefe de Valencia en 2008 y su nieto Emili Gisbert, hermano de la anterior, fue un destacado periodista de la Comunidad Valenciana.